# Belgische Gouden Schoen 1985
De verkiezing van de Belgische Gouden Schoen 1985 werd in 1986 gehouden. Jan Ceulemans won deze voetbalprijs voor de tweede keer. Hij was de eerste speler van Club Brugge die de prijs meer dan één keer won.

## De prijsuitreiking
Club Brugge had er enkele moeilijke seizoenen opzitten. De club was in 1982 vijftiende geworden en werkte sindsdien aan een terugkeer naar de top. Onder leiding van Jan Ceulemans en de aanvallend ingestelde trainer Henk Houwaart werd blauw-zwart drie jaar na de desastreuze vijftiende plaats vicekampioen.
Ceulemans bereikte als speler midden jaren 80 zijn hoogtepunt. Naast zijn sterk seizoen bij Club Brugge was hij ook de aanvoerder van de nationale ploeg die in november 1985 Nederland versloeg en zich zo plaatste voor het WK in Mexico. Philippe Desmet werd tweede in de uitslag. Hij had er een wonderjaar opzitten bij KSV Waregem en stond begin 1986 op het punt om met Essevee door te breken tot de halve finale van de UEFA Cup. René Vandereycken, die na een buitenlands avontuur bij RSC Anderlecht was beland, werd derde en greep zo opnieuw naast een eerste Gouden Schoen.

## Top 5
| Nr. | Land                | Naam              | Club(s)        | Punten |
| --- | ------------------- | ----------------- | -------------- | ------ |
| 1.  | Vlag van België     | Jan Ceulemans     | Club Brugge    | 313    |
| 2.  | Vlag van België     | Philippe Desmet   | KSV Waregem    | 232    |
| 3.  | Vlag van België     | René Vandereycken | RSC Anderlecht | 167    |
| 4.  | Vlag van België     | Georges Grün      | RSC Anderlecht | 92     |
| 5.  | Vlag van Denemarken | Morten Olsen      | RSC Anderlecht | 41     |

1954 · 
1955 · 
1956 · 
1957 · 
1958 · 
1959 · 
1960 · 
1961 · 
1962 · 
1963 · 
1964 · 
1965 · 
1966 · 
1967 · 
1968 · 
1969 · 
1970 · 
1971 · 
1972 · 
1973 · 
1974 · 
1975 · 
1976 · 
1977 · 
1978 · 
1979 · 
1980 · 
1981 · 
1982 · 
1983 · 
1984 · 
1985 · 
1986 · 
1987 · 
1988 · 
1989 · 
1990 · 
1991 · 
1992 · 
1993 · 
1994 · 
1995 · 
1996 · 
1997 · 
1998 · 
1999 · 
2000 · 
2001 · 
2002 · 
2003 · 
2004 · 
2005 · 
2006 · 
2007 · 
2008 · 
2009 · 
2010 · 
2011 · 
2012 · 
2013 · 
2014 · 
2015 · 
2016 · 
2017 ·
2018 ·
2019 ·
2020 ·
2022 ·
2023 ·
2024